# Mina con bignè
Mina con bignè — тридцать первый студийный альбом итальянской певицы Мины, выпущенный в 1977 году на лейбле PDU.
Альбом поднялся до 4 места в еженедельном хит-параде, в годовом рейтинге альбом занял 23 место.
Изначально распространялся как двойной альбом вместе с Mina quasi Jannacci, это был последний альбом, выпущенный таким образом: один альбом с оригинальными песнями, другой — с кавер-версиями.

## Список композиций
| №  | Название                          | Автор(ы)                                 | Длительность |
| -- | --------------------------------- | ---------------------------------------- | ------------ |
| 1. | «Da capo»                         | Марко Луберти, Риккардо Коччанте         | 3:16         |
| 2. | «Ma che bontà»                    | Энрико Риккарди                          | 3:00         |
| 3. | «Amante amore»                    | Кристиано Мальджольо, Пино Прести        | 4:10         |
| 4. | «Oroscopo»                        | Кристиано Мальджольо, Коррадо Кастеллари | 3:45         |
| 5. | «Balla chi balla (Bala com bala)» | Джорджо Калабрезе, Жуан Боску            | 3:38         |
| 6. | «Giorni»                          | Луиджи Альбертелли, Шел Шапиро           | 4:50         |

| №  | Название                                  | Автор(ы)                                | Длительность |
| -- | ----------------------------------------- | --------------------------------------- | ------------ |
| 1. | «Ormai»                                   | Андреа Ло Веккьо                        | 4:08         |
| 2. | «Tradirò»                                 | Симон Лука                              | 4:20         |
| 3. | «Una ragazza in due (Down Came the Rain)» | Лео Кьоссо, Митчи Мюррей, Робин Конрад, | 3:08         |
| 4. | «Señora melancolía»                       | Вилли Моралес                           | 4:43         |
| 5. | «La tua voce dentro l’anima»              | Марио Ноблие                            | 3:42         |
| 6. | «Che lui mi dia (Basta um dia)»           | Серджо Бардотти, Шику Буарки            | 2:38         |

## Чарты

### Еженедельные чарты
| Чарт (1977-78)           | Высшая позиция |
| ------------------------ | -------------- |
| Италия (Musica e dischi) | 4              |

### Годовые чарты
| Чарт (1978)              | Позиция |
| ------------------------ | ------- |
| Италия (Musica e dischi) | 23      |